# Diplom-Sozialwirt
Diplom-Sozialwirt ist ein akademischer Grad. Er konnte durch ein interdisziplinäres Studium an Universitäten und Fachhochschulen erworben werden. Auch die Ausbildung an Berufsakademien konnte mit einer Prüfung zum Diplom-Sozialwirt (BA) abschließen. Bei diesen Abschlüssen handelte es sich jedoch nicht um akademische Grade, sondern um staatliche Abschlussbezeichnungen.
Der Diplom-Sozialwirt (Univ.) wird zur Gruppe der akademischen Grade der Sozialwissenschaften gerechnet. Klassische Universitäten für den entsprechenden Studiengang waren die Georg-August-Universität Göttingen, die Wirtschafts- und Sozialwissenschaftliche Fakultät der Friedrich-Alexander-Universität Erlangen-Nürnberg und die Hamburger Universität für Wirtschaft und Politik bzw. der Fachbereich Sozialökonomie an der Universität Hamburg. Seit der europaweiten Einführung der Bachelor- und Masterstudiengänge wird der Grad Diplom-Sozialwirt nicht mehr verliehen.

## Struktur und Gestalt

### Göttingen
Unter dem Begriff Sozialwissenschaften sollten Wissensgebiete zusammengefasst werden, die durch wissenschaftliche Forschung und Lehre die Wirklichkeit des menschlichen Zusammenlebens in Staat und Gesellschaft, insbesondere aber in der industriellen Gesellschaft, erkennen und darzustellen ermöglichen. Dazu wurden sonst in getrennten Studiengängen behandelte Gegenstände und Gebiete zusammengefügt und miteinander sinnvoll ergänzt aus den Bereichen:
- Wirtschaftswissenschaften,
- Sozialwissenschaften,
- Rechtswissenschaften.

Die Integration sozial-, wirtschafts- und rechtswissenschaftlicher Fächer sollte in Göttingen eine vielseitige wissenschaftliche Ausbildung ermöglichen, die zu einer Berufstätigkeit in verschiedenen (komplexen) Tätigkeitsfeldern befähigte, die ein breites, vielfältiges und interdisziplinäres Wissen erfordern:
- Arbeits- und Organisationsentwicklung (insbesondere in großen Arbeitsorganisationen)
- Beratungs- und Consultingbranche
- Bildungs- und Erziehungswesen,
- Entwicklungshilfe,
- Industrieverwaltung,
- öffentliche Verwaltung,
- Presse,
- Verbandswesen,
- wissenschaftliche Forschung.

An der Universität Göttingen ist zum Diplom–Sozialwirt zu lesen:
- Gleichrangig studiert werden zwei sozialwissenschaftliche sowie je ein wirtschafts- und ein rechtswissenschaftliches Fach.

- Angestrebt wird die Integration verschiedener Fächer.

- In den sozialwissenschaftlichen Fächern sollten die Gemeinsamkeiten in Theorie und Methoden herausgearbeitet werden.

- Integriert wurden die Sozial-, Wirtschafts- und Rechtswissenschaften, indem als Studienschwerpunkte gesellschaftliche Teilbereiche und Problemfelder gewählt wurden, die gleichermaßen Gegenstand der verschiedenen Disziplinen waren.

- Unterschiede in den Bearbeitungsweisen, Methoden und theoretischen Bestimmungen des Forschungsgegenstandes sollten im Studium herausgestellt werden.

Durch die Gleichrangigkeit verschiedener Disziplinen wie durch den integrativen Ansatz unterschied sich dieses interdisziplinäre Studium von solchen Studiengängen, die nur eine wirtschaftswissenschaftliche, sozialwissenschaftliche oder rechtswissenschaftliche Einzeldisziplin ins Zentrum stellten und weitere Fächer als Nebenfächer behandelten. Durch eine geschickte Kombinationen der unterschiedlichen integrativen Studienschwerpunkte ergeben sich für den Studierenden eindeutige Vorteile gegenüber anderer einseitig ausgerichteten Studiengänge, welche gerade in komplexen und interdisziplinären Arbeits- und Tätigkeitsfeldern zum Vorschein kommen.
Zum Wintersemester 2006/2007 wurde im Zuge des Bologna–Prozesses der Studiengang zum Diplom–Sozialwirt in Göttingen eingestellt. In Göttingen wird ein Bachelorstudiengang Soziologie sowie ab dem Wintersemester 2011/2012 ein neuer Bachelorstudiengang in Sozialwissenschaften angeboten.

### Nürnberg
An der Universität Erlangen-Nürnberg wurde unterschieden in einen Diplom-Sozialwirt sozialwissenschaftlicher Richtung mit einer Betonung pädagogisch-psychologischer Fächer und in einen Diplom–Sozialwirt wirtschaftswissenschaftlicher Richtung mit einer Betonung sozialpolitisch–rechtswissenschaftlicher Fächer. Die neuere Studienordnung hatte diese Differenzierung wieder aufgehoben und sprach von einem Diplom–Sozialwirt. Der Diplomstudiengang in Erlangen–Nürnberg bestand aus fünf Pflicht- und Wahlfächern. Der Fächerkanon beinhaltete, je nach Wahl des Studierenden:
- Soziologie und spezielle Soziologien wie Wirtschaftssoziologie, Organisationssoziologie, Familiensoziologie, Medizinsoziologie
- Methodologie mit Wissenschaftstheorie, Statistik und empirischer Sozialforschung
- Betriebswirtschaftslehre mit Rechnungswesen und speziellen Betriebswirtschaftslehren
- Volkswirtschaftslehre mit Wirtschaftstheorie und Wirtschaftspolitik
- Finanzwissenschaft
- Rechtswissenschaft mit Öffentlichem Recht, Privatrecht, Arbeitsrecht und Sozialrecht
- Arbeitsmarktpolitik und Sozialpolitik
- Psychologie
- Pädagogik
- Kommunikationswissenschaften
- Wirtschafts- und Sozialgeschichte
- Wirtschaftsgeographie

Im Zuge des Bologna–Prozesses wurde der Studiengang zum Diplom–Sozialwirt (Univ.) in Erlangen–Nürnberg ersetzt durch einen Bachelor / Master in Sozialökonomik, der das Studiengangkonzept weiterführt.

### Hamburg
Sozialökonomie an der HWP bzw. der Uni Hamburg versucht die Wechselwirkungen zwischen Gesellschaft, Wirtschaft, Ökologie und Politik zu verstehen. Sozialökonomische Forschung und Lehre behandelt und beantwortet soziologische und ökonomische Fragestellungen interdisziplinär von verschiedenen Blickwinkeln aus.
Sozialökonomie wird als Untersuchung mit praxisrelevanter Fragestellung und interdisziplinärer Vorgehensweise gesehen. Nach dieser Betrachtung funktioniert die Wirtschaft nur innerhalb gesellschaftlicher Zusammenhänge, stehen die Vernetzung der Akteure sowie Kollektive im Mittelpunkt und wird das Machtgefälle zwischen Akteuren untersucht sowie versucht, das Verhalten zu verstehen und zu erschließen. Sozialökonomische Forschung und Lehre beruft sich auf Karl Marx, Max Weber, Émile Durkheim, Joseph Schumpeter, Karl Polanyi, Pierre Bourdieu, Reinhard Schultz, Günter Schmölders, Werner Hofmann, Manfred Schweres sowie Alfred Oppolzer.
Der Studiengang Sozialökonomie an der Universität Hamburg (ex HWP) ist ein interdisziplinäres Studium von Betriebswirtschaftslehre, Volkswirtschaftslehre, Rechtswissenschaft und Soziologie zu den Wechselwirkungen zwischen Gesellschaft, Wirtschaft und Politik, das auch Menschen ohne Abitur studieren können – nach einer bestandenen Aufnahmeprüfung.
In Hamburg wird aktuell ein Bachelor of Arts Sozialökonomie sowie entsprechende Masterstudiengänge angeboten.

## Namhafte Hochschullehrer und Dozenten

### Göttingen
- Hans Paul Bahrdt, Soziologe
- Horst Kern, Soziologe
- Bassam Tibi, Politologe
- Peter Lösche, Politologe
- Franz Walter, Politologe

### Nürnberg
- Günter Büschges, Soziologe
- Ernst Dürr, Volkswirt (Ordnungspolitik / Soziale Marktwirtschaft)
- Henrik Kreutz, Soziologe und Sozialanthropologe
- Horst Claus Recktenwald, Volkswirt und Finanzwissenschaftler
- Karl Albrecht Schachtschneider, Jurist (Öffentliches Recht)
- Karl Gustav Specht, Soziologe
- Gerhard Wurzbacher, Sozialanthropologe und Soziologe

### Hamburg
- Andreas Ackermann (Politiker)
- Stefan Breuer (Soziologe)
- Ralf Dahrendorf (Soziologe, Politiker)
- Heiner Flassbeck (Wirtschaftswissenschaftler, Politiker)
- Harry Friebel (Soziologe)
- Leonhard Hajen (Nationalökonom, Politiker)
- Frigga Haug (Soziologin)
- Arne Heise (Finanzwissenschaftler)
- Wulf D. Hund (Soziologe)
- Lars Lambrecht (Soziologe)
- Harald Mattfeldt (Volkswirt)
- Ulrich Mückenberger (Rechts- und Politikwissenschaftler)
- Friedhelm Neidhardt (Soziologe)
- Alfred Oppolzer (Soziologe)
- Norman Paech (Politiker)
- Udo Reifner (Rechtswissenschaftler und Gründer des Institut für Finanzdienstleistungen e. V.)
- Helmut Schelsky (Soziologe)
- Gerhard Scherhorn (Wirtschaftswissenschaftler)
- Herbert Schui (Volkswirt, Politiker)
- Rainer Volkmann (Wirtschaftswissenschaftler)
- Ulrich Zachert (Rechtswissenschaftler)
- Lothar Zechlin (Staatsrechtler)
- Michael Zerres (Betriebswirtschaftler)

## Profilierte Diplom-Sozialwirte

### Göttinger Absolventen
- Horst Kern, Seminar für Soziologie, Universität Göttingen, (1998–2004) Präsident der Georg–August–Universität Göttingen
- Inge Wettig-Danielmeier, (1991–2007) Bundesschatzmeisterin der Sozialdemokratischen Partei Deutschlands (SPD), ehemals Mitglied des Bundestages
- Bundesminister a.D. Jürgen Trittin, stv. Fraktionsvorsitzender der Bundestagsfraktion Bündnis 90/Die Grünen, (1990–1994) niedersächsischer Minister für Bundes- und Europaangelegenheiten, (1998–2005) Bundesminister für Umwelt, Naturschutz und Reaktorsicherheit
- Volker Wittke, Soziologisches Forschungsinstitut, Universität Göttingen
- Günther Vogelsang, Prof. angew. Sozialwissenschaften (i. R.), Hochschule Heilbronn, Standorte HHN

### Nürnberger Absolventen
- Martin Abraham, Lehrstuhl für Soziologie und Empirische Sozialforschung, Universität Erlangen–Nürnberg
- Hendrik Fassmann, Institut für empirische Soziologie an der Universität Erlangen–Nürnberg
- Thomas Klein, Institut für Soziologie, Universität Heidelberg
- Bernhard Mann, Institut für Soziologie, Universität Koblenz-Landau, Campus Koblenz
- Peter Preisendörfer, Institut für Soziologie, Universität Mainz
- Dietmar Schönherr, Ifo Institut für Wirtschaftsforschung